# Acalypha variabilis
Acalypha variabilis é uma espécie de flor do gênero Acalypha, pertencente à família Euphorbiaceae.